# Hualfines
Hualfines, jedno od brojnih plemena iz skupine Diaguita u sjeverozapadnoj Argentini. Živjeli su na području današnjeg departmana Belén u provinciji Catamarca. Opisani su kao ratoboran narod koji je živio u utvrđenim naseljima na vrhovima stjenovitih brda odakle su se lako mogli braniti i odapinjati strijele na neprijatelja. Dolaskom bijelih osvajača u 16. stoljeću napadaju na španjolske hacijende, no pokoreni će biti tek nakon stotinu godina. Njihov veliki kasik (cacique) Chelemín 1630. organizira pobune protiv Španjolaca koje će trajati preko 30 godina, i završiti oko 1667. pobjedom nad poglavicom Bohórquez. Većina ih je nakon toga odvedena na rad na hacijende gdje će većina poumirati.

## Vanjske poveznice
- El alzamiento Diaguita de 1630 y el fuerte “Santiago de la Quebrada” [neaktivna poveznica]